# Anastatus lutheri
Anastatus lutheri är en stekelart som först beskrevs av Girault 1934.  Anastatus lutheri ingår i släktet Anastatus och familjen hoppglanssteklar. Inga underarter finns listade i Catalogue of Life.